# Bácolor (cráter)
Bácolor es el nombre de un cráter de impacto en el planeta Marte situado a 33° Norte y -241,4° Oeste. El impacto causó un abertura de 20,8 kilómetros de diámetro en la superficie del Cuadrante Casius. El nombre fue aprobado en 2006 por la Unión Astronómica Internacional en honor a la comunidad de Bácolor, en las Filipinas.